# Olibrinus mangroviarum
Olibrinus mangroviarum là một loài chân đều trong họ Olibrinidae. Loài này được Ferrara miêu tả khoa học năm 1972.